# فاصله‌یاب

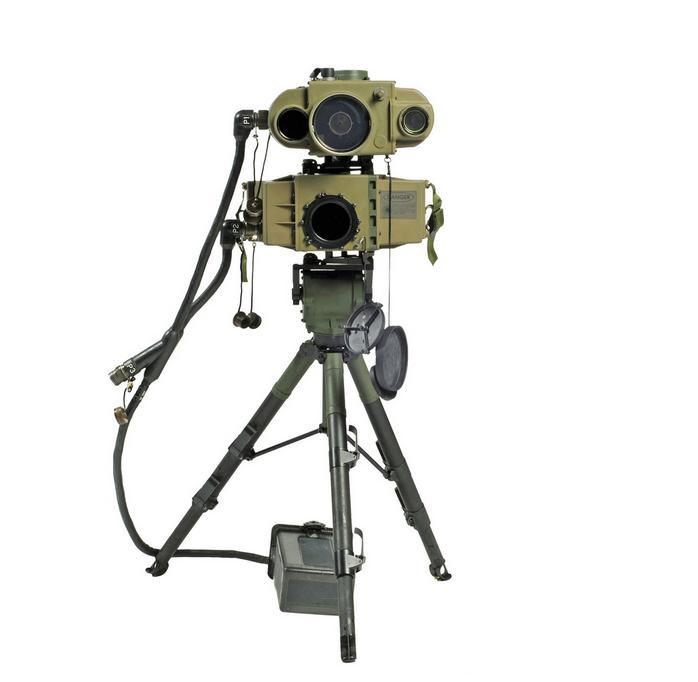
فاصله‌یاب لیزری

فاصله‌یاب یا مسافت‌یاب (انگلیسی: Rangefinder) ابزاری است که فاصله میان مشاهده‌گر تا یک سوژه را در فرایندی به نام فاصله‌یابی یا مسافت‌یابی، پیدا می‌کند.
روش‌های فعال مسافت‌یابی از انتقال یک‌طرفه و بازتاب غیرفعال استفاده می‌کند. ابزارهای فاصله‌یابی فعال شامل مسافت‌یاب لیزری، لیدار، رادار، سونار و مسافت‌یاب فراصوت است.
دستگاه‌های دیگری نیز وجود دارند که جهت مسافت‌یابی از روش‌های مثلثاتی مانند فاصله‌یابی استادیمتری، فاصله‌یابی انطباقی، و فاصله‌یابی استریوسکوپی استفاده می‌کنند.
دستگاه‌های فاصله‌یاب ویژه از روش اندازه‌گیری انتقال هم‌زمان فعال و زمان پرواز استفاده می‌کنند. اختلاف زمان میان چند سیگنال دریافتی بر پایه سرعت نور، جهت تعیین فواصل دقیق به‌کار می‌رود.
این روش در سامانه ماهواره‌ای ناوبری جهانی مورد استفاده قرار می‌گیرد.